# Elasmucha
Elasmucha is een geslacht van wantsen uit de familie kielwantsen (Acanthosomatidae). Het geslacht werd voor het eerst wetenschappelijk beschreven door Stål in 1864.

## Soorten
Het genus bevat de volgende soorten:

- Elasmucha albicincta Distant, 1918
- Elasmucha amurensis Kerzhner, 1972
- Elasmucha angularis Hsiao & S.L. Liu, 1977
- Elasmucha aspera (Walker, 1867)
- Elasmucha brevis S.L. Liu, 1987
- Elasmucha broussonetiae C.R. Li & Zheng, 2000
- Elasmucha choui C.R. Li & Zheng, 2000
- Elasmucha cordillera Thomas, 1991
- Elasmucha decorata Hsiao & S.L. Liu, 1977
- Elasmucha dorsalis (Jakovlev, 1876)
- Elasmucha fasciator (Fabricius, 1803)
- Elasmucha fengkainica Z.Y. Chen, 1989
- Elasmucha ferrugata (Fabricius, 1787)
- Elasmucha fieberi (Jakovlev, 1864)
- Elasmucha flammatum (Distant, 1893)
- Elasmucha fujianensis S.L. Liu, 1980
- Elasmucha glabra Hsiao & S.L. Liu, 1977
- Elasmucha grisea (Linnaeus, 1758)
- Elasmucha guangxiensis S.L. Liu, 1980
- Elasmucha hsiaoi S.L. Liu, 1989
- Elasmucha laeviventris S.L. Liu, 1979
- Elasmucha lateralis (Say, 1831)
- Elasmucha lineata (Dallas, 1849)
- Elasmucha minor Hsiao & S.L. Liu, 1977
- Elasmucha necopinata Kirkaldy, 1909
- Elasmucha nipponica (Esaki & Ishihara, 1950)
- Elasmucha pilosa S.L. Liu, 1989
- Elasmucha potanini Lindberg, 1939
- Elasmucha punctata (Dallas, 1851)
- Elasmucha putoni Scott, 1874
- Elasmucha recurva (Dallas, 1851)
- Elasmucha rubra S.L. Liu, 1987
- Elasmucha rufescens (Jakovlev, 1890)
- Elasmucha salebrosa (Breddin, 1903)
- Elasmucha scutellata (Distant, 1887)
- Elasmucha signoreti Scott, 1874
- Elasmucha tauricornis Jensen-Haarup, 1931
- Elasmucha truncatula (Walker, 1867)
- Elasmucha xizangensis J.J. Li, 1981
- Elasmucha yangi S.L. Liu, 1989
- Elasmucha yunnana S.L. Liu, 1980